# Direktflyg
Direktflyg (Svenska Direktflyg) er et regionalt flyselskab fra Sverige. Selskabet har hub og hovedkontor på Dala Airport i Borlänge.
Selskabet fløj i maj 2012 ruteflyvninger til 10 destinationer i Sverige, én i Norge og to i Finland. Flyflåden bestod af ni eksemplarer af typen Jetstream 32 med plads til 19 passagerer.

## Historie
Selskabet blev etableret i 2000, da man samlede Skyways Holdings regionale selskaber Air Express, Highland Air og Airborne i ét under navnet Skyways Regional. Det nye selskabs først flyvning fandt sted i oktober samme år. I 2002 skiftede selskabet navn til det nuværende, da Largus Holding overtog ejerskabet.